# Hadena adriana
Hadena adriana is een vlinder uit de familie uilen (Noctuidae). De wetenschappelijke naam is voor het eerst geldig gepubliceerd in 1921 door Schawerda.
De soort komt voor in Europa.